# اس ای اگالس دوم
اس ای اگالس دوم (به انگلیسی: S. A. Agulhas II) یک کشتی است که طول آن ۱۳۴٫۲ متر (۴۴۰ فوت) می‌باشد. این کشتی در سال ۲۰۱۱ ساخته شد.